# Ґури (Мінський повіт)
Ґури (пол. Góry) — село в Польщі, у гміні Якубув Мінського повіту Мазовецького воєводства.
Населення — 108 осіб (2011).
У 1975-1998 роках село належало до Седлецького воєводства.

## Демографія
Демографічна структура станом на 31 березня 2011 року:
|          | Загалом | Допрацездатний вік | Працездатний вік | Постпрацездатний вік |
| -------- | ------- | ------------------ | ---------------- | -------------------- |
| Чоловіки | 55      | 14                 | 29               | 12                   |
| Жінки    | 53      | 9                  | 34               | 10                   |
| Разом    | 108     | 23                 | 63               | 22                   |